# Fertigungsauftrag
Ein Fertigungsauftrag ist in der Produktionswirtschaft und Produktionstechnik ein innerbetrieblicher Auftrag zur Produktion einer definierten Menge von einem bestimmten Einzelteil, einer Baugruppe oder einem Erzeugnis bzw. Produkt, der i. d. R. an die betreffenden Kostenstellen ausgegeben wird. Er wird angestoßen durch den Auftrag eines Verbrauchers bzw. Kunden ('Kundenauftrag') oder durch einen innerbetrieblichen Auftraggeber; dies kann auch ein Ereignis sein, wie z. B. das Unterschreiten eines Meldebestandes bei einem eigengefertigten Teil.
Man unterscheidet primäre und sekundäre Fertigungsaufträge. Primäre Fertigungsaufträge (s. a. Primärbedarf) beziehen sich auf das Enderzeugnis. Aus diesen werden in der Bedarfsermittlung die Sekundärbedarfe für die enthaltenen Baugruppen und Teile ermittelt, aus denen die sekundären Fertigungsaufträge erstellt oder die Bestellmenge für Aufträge an Lieferanten erzeugt werden. Durch die Auflösung der sekundären Fertigungsaufträge können weitere Fertigungsaufträge ausgelöst werden.
Die Erstellung von Fertigungsaufträgen in den Industriezweigen mit komplexen Produkten, wie bspw. der Automobilindustrie, dem Flugzeugbau oder dem Maschinenbau, ist ein mehrstufiger Prozess, da die erforderlichen Aggregate, Baugruppen und Teile in verschiedenen Werken und Fertigungsbereichen hergestellt werden (s. Automobilfertigung), die dann in der End-Montage zum Endprodukt zusammengebaut werden.

## Auftragszyklus
Ein Fertigungsauftrag durchläuft in der Abwicklung einen Auftragszyklus mit verschiedenen Auftragsstatus, die den Auftragsfortschritt dokumentieren. Zuerst wird der Auftrag angenommen und geprüft, danach wird er in die Fertigungsprozess eingeplant, erst nach Prüfung verschiedener Voraussetzungen wird er zur Produktion freigegeben, dann wird er in der Fertigung durchgeführt und das Ergebnis wird überprüft, nach erfolgreicher Prüfung erfolgt der Versand und schließlich die Übergabe an den Kunden. Mit der Annahme des Produktes vom internen oder externen Kunden ist der Auftragszyklus abgeschlossen. Ein Auftrag kann auch im Laufe des Auftragszyklus storniert werden.
Fertigungsaufträge, die auf denselben Fertigungsanlagen hergestellt werden, werden in einem Produktionsprogramm zusammenfasst, da die Summe aller Aufträge die vorhandenen Kapazitäten nicht überschreiten dürfen. Aus dem Kapazitätsabgleich resultiert eine bestimmte Reihenfolge der Fertigungsaufträge mit einer entsprechenden Fertigungs-Losgröße.
Er dient der Arbeitsvorbereitung (AV) zur kurzfristigen Beauftragung der Fertigungskostenstelle und mittelfristigen Kapazitätsplanung, der Fertigung der Bereitstellung der Fertigungspapiere, der Benachrichtigung zur Auftragsfreigabe und allenfalls der Istzeit- und Istverbrauchserfassung bei den unterschiedlichen Fertigungsvorgängen. Im Produktions-Controlling ermöglicht er die Ermittlung der Herstellkosten und die Abweichungsermittlung.

## Inhalt des Fertigungsauftrags
Ein Fertigungsauftrag enthält
- Referenz auf das zu fertigende Teil, die zu fertigende Baugruppe oder das zu fertigende Erzeugnis
- Anzahl der zu fertigenden Teile (Losgröße)
- Früheste und späteste Anfangs- und Endtermine (siehe Netzplantechnik)
- Ggf. Referenz auf die Stückliste, welche Art und Menge des notwendigen Materials enthält
- Ggf. Referenz auf den Arbeitsplan, welcher für die Fertigungsvorgänge jeweils die notwendige Maschine bzw. den Fertigungsplatz, die notwendigen Personalressourcen, sowie die Dauer der einzelnen Arbeitsvorgänge wie Rüsten, Fertigen, Reinigen definiert.

Rüstkosten fallen pro Fertigungsauftrag nur einmal an. In der Losgrößenfertigung führt dies bei steigender Losgröße zu einer Kostendegression  der Rüstkosten. Die Plan-Stückkosten der Fertigung ohne Rüstkosten sind hingegen unabhängig von der Losgröße und damit für beliebige Fertigungsmengen konstant.
Neben diesen Plandaten, können auf dem Fertigungsauftrag die Istdaten erfasst werden. So können z. B. die Mehrkosten von Ausschussteilen in die Nachkalkulation einfließen. Neben den Plan- bzw. Standard-Verbrauchsmengen und -arbeitszeiten können so abweichende Istverbrauchsmengen und -arbeitszeiten erfasst werden.
Im Produktions-Controlling kann ein Fertigungsauftrag vor- und nachkalkuliert werden. Dabei können in einer Abweichungsanalyse die Mengen- und Preisabweichungen bestimmt werden. Demnach gilt:
Ist-Kosten des Fertigungsauftrags = Plankosten des Fertigungsauftrages + Abweichungen
In der Abweichungsanalyse können die Gründe analysiert und diskutiert werden.